# Beredningsjurist
En beredningsjurist är en jurist som, vanligtvis i allmän domstol, framförallt arbetar med att bereda rättsliga mål och ärenden innan dessa är klara för slutligt avgörande, göra rättsutredningar och skriva fram förslag till domar och beslut. För arbete som beredningsjurist i domstol krävs tingsmeritering. I förvaltningsdomstol  motsvaras beredningsjuristen delvis av tjänsten föredragande jurist.
En beredningsjurist har vanligtvis även dömande uppgifter och har efter särskilt förordnande behörighet att avgöra vissa mål och ärenden. Beredningsjuristens behörighet är typiskt sett mer omfattande än den behörige tingsnotariens, men mindre än den ordinarie domarens.
Beredningsjuristens titel och behörighet i tingsrätt framgår, i likhet med tingsfiskalens och tingsnotariens behörighet av tingsrättsinstruktionen.